# James Bourne
James Elliot Bourne, född den 13 september 1983 i Rochford, Essex, England, är en brittisk musiker, låtskrivare, producent och grundare av banden Busted och Son of Dork. 2009 påbörjade han en solokarriär under namnet Future Boy och har även sidobandet Call Me When I'm 18, skivbolaget Sic Puppy Records och klädföretaget Sic Puppy. Hans album har sålt över sex miljoner exemplar. Han spelar gitarr, elbas, trummor och piano. Han är bosatt i både Los Angeles, USA och Southend-on-Sea, England.

## Biografi

### Barndom
James Bourne flyttade från Rochford till Southend-On-Sea i Essex i tidig ålder tillsammans med sina föräldrar Peter och Maria Bourne, samt syskonen Nick, Chris och Melissa. Han gick i Thorpe Hall School i Southend-on-Sea.
Bournes intresse för musik kom redan vid sex års ålder, när han upptäckte sin huvudsakliga idol, Michael Jackson genom serien The Simpsons. Efter att ha lyssnat på Jacksons låtar i ett år beslöt han sig för att spela sina egna låtar. När han var 12 år gammal bestämde han sig för att bilda ett band som hette Sic Puppy tillsammans med sina vänner Nick och Jeremy. De började utan en basist och repade i ett av vännernas sovrum. Med tiden skaffade de en större replokal och en ny medlem, Stewart, som spelade bas. När de blev äldre tappade de intresset och Sic Puppy rann ut i sanden.

### Busted
När Bourne var 17 år började han en akademisk kurs i musikteknik i Essex för att fortsätta sin musikkarriär. Där träffade han Matt Willis genom Matteus Fletcher (Busteds blivande manager) som sa åt James att hitta någon med samma ideal som sig själv. Snart började Bourne och Willis skriva låtar tillsammans hemma hos Bournes föräldrar i Southend-on-Sea. 
Willis beslöt sig sedan tillsammans med Bourne att de inte kunde bilda ett band med bara två medlemmar, så de satte in en annons för en tredje medlem i NME Magazine. De höll auditions och efter att ha lyssnat på några låtar fick Charlie Simpson gå med i bandet som fick namnet Busted.
Efter undertecknandet av ett kontrakt med Universal 2002 släppte Busted sin första singel What I Go To School For från deras självbetitlade debutalbum. Singeln blev snabbt nummer 3 i Storbritannien. Year 3000 följde snart efter och blev också en stor hit samma år.
I slutet av bandets karriär hade de lyckats få 8 topp 10 hits och 4 av dessa nummer 1, You Said No, Crashed The Wedding, Thunderbirds Are Go och Who's David
Gruppen splittrades när Charlie Simpson beslutat att lämna bandet för att koncentrera sig på sin karriär med nya bandet Fightstar. Bourne, Wills och Simpson hade redan från starten sagt att Busted inte skulle fortsätta om någon av de tre lämnade bandet. Under 2016 återförenades Busted med diverse framträdanden . 11 november släppte de sitt tredje studioalbum och i januari 2017 gav de sig ut på turné.

### Son of Dork
Efter att Busted splittrades i januari 2005 bildade James Bourne ett nytt band följande sommar, Son of Dork.
De släppte sin första singel Ticket Outta Loserville i november samma år, följt av debutalbumet Welcome To Loserville som släpptes en vecka senare. Son Of Dork upplöstes år 2007, då hälften av medlemmarna lämnade bandet.

### Future Boy
När båda Bournes band splittrades bestämde han sig för att fortsätta en solokarriär under namnet Future Boy.
I juni 2008 meddelade han att han börjat spela in sitt soloalbum. Den skulle mest bli elektronisk, till skillnad från hans tidigare album, som var mest pop/rock. Förutom sin solokarriär har Bourne ett sidoband tillsammans med Ollie Kinski, Call Me When I'm 18.

## Låtskrivare
Bourne skrev majoriteten av Busteds två album med Matt Willis, Charlie Simpson och Tom Fletcher (från bandet McFly)
Han har också hjälpt till att skriva låtar till artister och band som[McFly, Mel C, Backstreet Boys, Avenue B, The Saturdays och Jonas Brothers med flera. Han har även skrivit låtar för brittiska Drama Brittania High. I november 2009 samarbetade Bourne med Leon G. Thomas III, de skrev tillsammans låten Please Don't Change Your Mind.
Bournes kärlek till filmer har ofta påverkat den musik han skriver. Till exempel Busted's låt Year 3000 innehåller flera hänvisningar till hans favoritfilm Tillbaka till framtiden.

## Loserville The Musical
I februari 2009 bestämde Bourne tillsammans med sin vän Elliot Davis att skriva en musikal som bygger på Son Of Dorks album Welcome To Loserville. Den slogan som används för musikalen är "I Guess It Really Pays To Be A Slacker.."
Musikalen handlar om sjuttonåriga Michael Dork som blir mobbad av Eddie, den coolaste killen i skolan. Michael försöker desperat hitta en lösning på situationen och ser chansen när den fantastiska nya tjejen Holly anländer. Musikalen presenteras av Youth Music Theatre: UK i samband med South Hill Park konstcentrum. James Bourne har tecknat avtal för att ta showen till West End.

## Album
- 2002: Busted, Busted
- 2003: Busted, A Present For Everyone
- 2004: Busted, Busted (US)
- 2005: Son Of Dork, Welcome To Loserville
- 2009: Future Boy, Future Boy
- 2009: Call Me When I'm 18, okänt